# Google Fi Wireless
Google Fi Wireless (ehemals Project Fi und Google Fi) ist ein Mobilfunk-Discounter-Dienst von Google.

## Geschichte
Google Fi Wireless wurde am 22. April 2015 unter dem damaligen Namen Project Fi angekündigt. Vorerst sollte der Dienst allerdings nur für das hauseigene Smartphone Nexus 6 in den USA zur Verfügung stehen, dabei wurde je nach Empfang entweder das Netz des Mobilfunkanbieters Sprint oder T-Mobile US genutzt. Um den Dienst zu nutzen, musste man sich zum Start über die Website fi.google.com registrieren, um eine Einladung zu erhalten. Dies wurde ab März 2016 abgeschafft, so dass man sich ganz regulär anmelden konnte wie bei anderen Diensten.
Am 8. Juni 2016 wurde das Mobilfunknetz von U.S. Cellular eingebunden und am 12. Juli 2016 der britische Anbieter Three UK. Im Oktober 2016 fügte Google Unterstützung für die Smartphones Pixel und Pixel XL hinzu und führte später einen Gruppenplan ein, mit dem Abonnenten zusätzliche Mitglieder in ihre Pläne aufnehmen konnten.
Am 17. Januar 2018 kündigte Google Fi einen Rechnungsschutz an, der die Gebühr für Daten auf 60 US-Dollar begrenzt. Wenn mehr als 15 GB übertragen worden sind, kann Fi die Datengeschwindigkeit auf 256 kbps verlangsamen. Dies kann man vermeiden, indem man den vollen Preis für die verwendeten Daten bei 10 US-Dollar pro GB bezahlt. Der Rechnungsschutz funktioniert auch bei Gruppenplänen mit einer maximalen Gebühr von 85 US-Dollar für zwei Personen, 120 US-Dollar für drei Personen und 140 US-Dollar für vier Personen. Der Tarif für unbegrenzte Anrufe und Textnachrichten wird durch den Rechnungsschutz nicht beeinflusst. Ab November 2018 wurde Project Fi in Google Fi umbenannt. Ab diesem Zeitpunkt wurden die meisten Android-Smartphones sowie auch iPhones von dem Dienst unterstützt.
Am 19. April 2023 wurde der Dienst von Google Fi in Google Fi Wireless umbenannt und mit einem neuen Logo versehen.

## Dienst
Zu Google Fi Wireless gehören mehrere Mobilfunkanbieter; je nach Signalstärke und -geschwindigkeit wechselt der Dienst automatisch zwischen den Netzwerken. Es kann automatisch eine Verbindung zu offenen Wi-Fi-Hotspots herstellen und gleichzeitig Daten mit Verschlüsselung über ein automatisches VPN sichern.
Telefonanrufe werden nahtlos in ein Mobilfunknetz umgeleitet, wenn die Wi-Fi-Abdeckung verlorengeht. Bis Anfang 2021 können Google-Fi-Nutzer Google Hangouts auf jedem Telefon, Tablet oder Computer nutzen, um zu telefonieren und zu texten. Danach wird diese Funktion mittels Googles App Messages übernommen.
Google Fi Wireless unterstützt auch Voice over LTE. Mit all seinen Netzwerken zusammen deckt Google Fi Wireless mehr als 200 Länder und Gebiete auf der ganzen Welt über Roaming ab.